# Richard Myddelton (3e baronnet)
Richard Myddelton, 3e baronnet (23 mars 1655-29 avril 1716), de Chirk Castle, Denbighshire, est un propriétaire terrien gallois et un homme politique conservateur qui siège à la Chambre des communes de 1685 à 1716. 

## Biographie

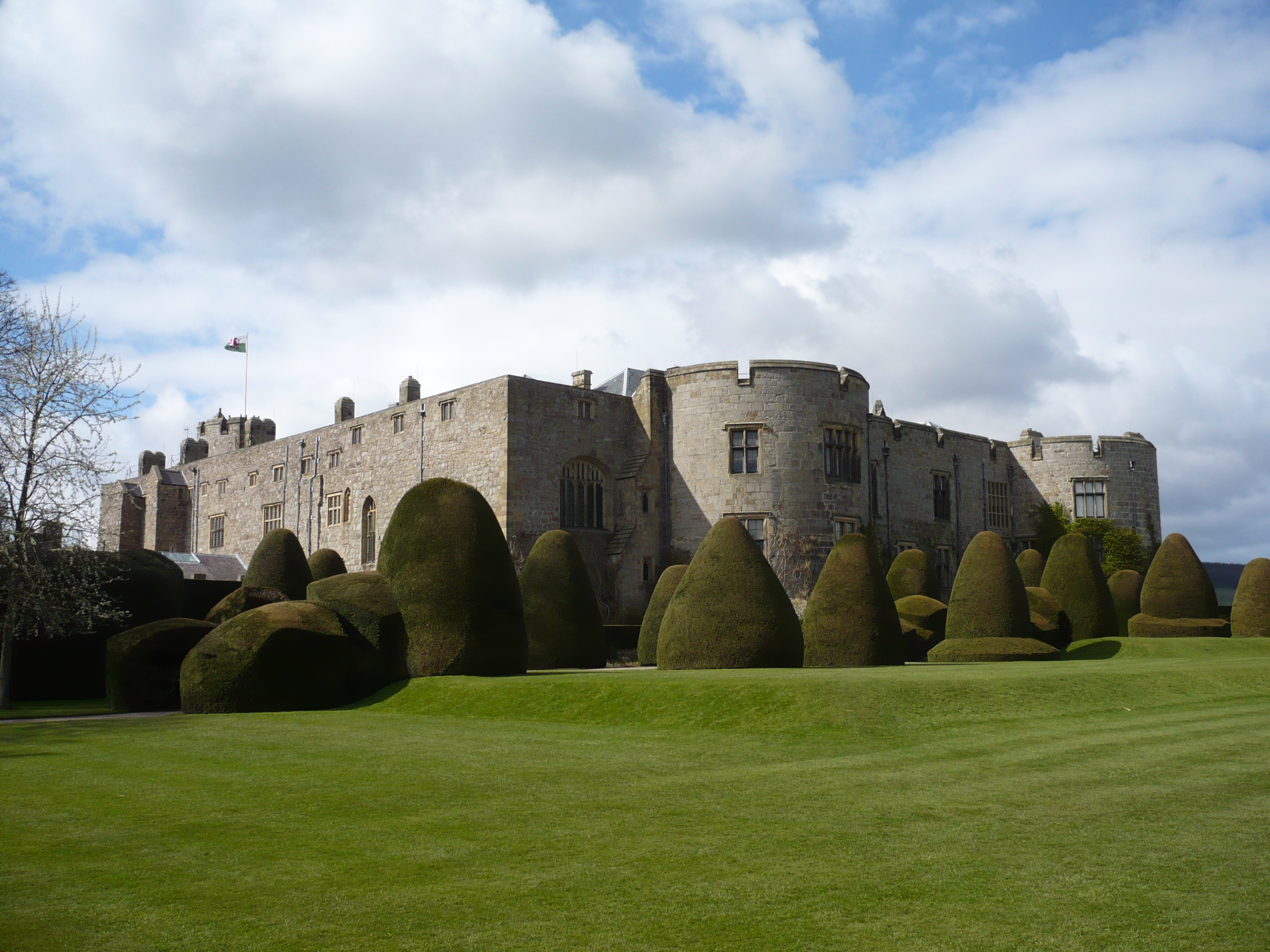
Château de Chirk

Il est le quatrième fils de Thomas Myddelton (1er baronnet) de Chirk Castle et de sa première épouse Mary Cholmondley, fille de Thomas Cholmondley de Vale Royal, Cheshire. Il s'inscrit au Brasenose College d'Oxford en 1670, puis voyage à l'étranger. Il devient baronnet de Chirke dans le comté de Denbigh à la mort de son frère Thomas Myddelton (2e baronnet) en 1684. Le 19 avril 1686, il épouse Frances Whitmore, veuve de William Whitmore de Balmes. Elle est l'une des beautés de Hampton Court et est la fille de Thomas Whitmore de Bridgnorth et de son épouse Frances Brooke. 
En 1684, il devient enregistreur et conseiller de Denbigh et est nommé Custos Rotulorum pour Denbighshire. Il est échevin de 1685 à avril 1686. Aux Élections générales anglaises de 1685, il est élu sans opposition en tant que député du Denbighshire. Il est nommé haut-shérif du Denbighshire en 1688, mais est privé de ses fonctions d'enregistreur et de Custos Rotulorum en 1688. Il est réélu sans opposition pour le Denbighshire aux élections générales anglaises de 1689. En mars 1690, il est rétabli à son poste de Custos Rotulorum. 
Il est réélu en tant que député du Denbighshire aux élections générales anglaises de 1690 et en 1695. Il perd son poste de Custos Rotulorum en 1696. Lors de l'accession de la reine Anne en 1702, il est rétabli au poste de Custos Rotulorum et est nommé steward de la seigneurie de Denbigh June. Il occupe son siège parlementaire jusqu'en 1716,. 
Il est décédé le 29 avril 1716 et est enterré à Chirk, ses funérailles coûtant 365 £ 13s.7d. Lui et sa femme ont deux filles Frances et Mary et un fils William. Son fils William lui succède comme baronnet. À sa mort, célibataire en 1718, le titre s'éteint. 